# اقتصاد إحيائي

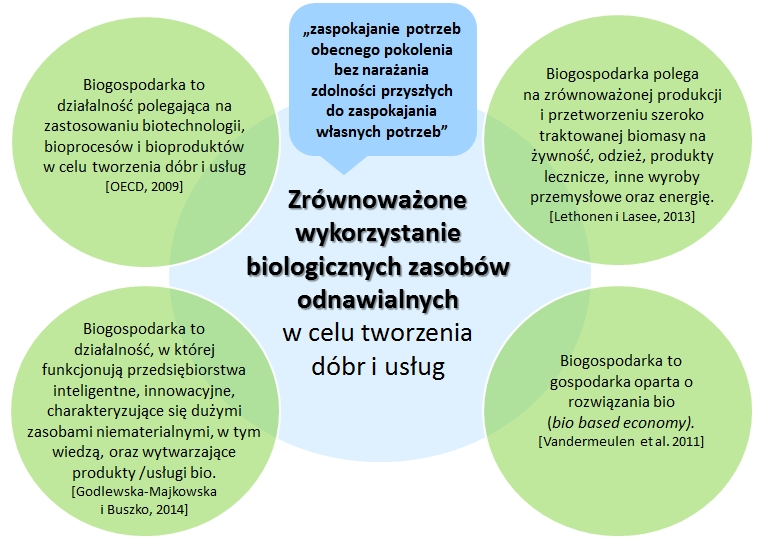

يشير الاقتصاد البيولوجي أو الاقتصاد الإحيائي (بالإنجليزية Bioeconomy) إلى جميع الأنشطة الاقتصادية المرتكزة على الأنشطة البحثية والعلمية الرامية إلى فهم الآليات والعمليات التي تتم على مستوى الجينات والجزيئات وكذا تطبيقاتها الصناعية. وعادة مايستخدم مصطلح الكنولوجيا الحيوية (بالإنجليزية Biotechnology) للإشارة للمعنى نفسه.
ويشيع استخدام مصطلح الاقتصاد البيولوجي في هيئات التنمية الإقليمية والمنظمات الدولية وشركات التكنولوجيا الحيوية. وقد مكن التقدم التكنولوجي والطفرات العلمية من دراسة المادة الوراثية وفهم طبيعتها والتاثير فيها.
ويمثل التطور الذي شهدته صناعة التكنولوجيا الحيوية وتطبيقاتها على الزراعة والصحة والصناعات الكيميائية وتوليد الطاقة نموذجا لأنشطة الاقتصاد البيولوجي.

## تأريخ
يرجع الفضل إلى كل من جوان إنريكيه خوان إنريكيز و رودريجو مارتينيه Rodrigez Martinez في تعريف مصطلح الاقتصاد البيولوجي للمرة الأولى في الحلقة النقاشية لعلم الجينوم عام 1997 ضمن فعاليات المؤتمر السنوي للجمعية الأمريكية لتقدم العلوم
American Association for the Advancement of Science AASS.ونشرت مجلة ساينس  ملخص الورقة البحثية التي تم تقديمها في الاجتماع عن هذا العلم الجديد.
وأوضحت الورقة البحثية التي قام بها إنريكيه ومارتينيه في كلية التجارة بجامعة هارفاد بعنوان " التكنولوجيا الحيوية: خريطة مبدئية لتدفق المعلومات الحيوية وأوضحت الورقة البحثية التي قام بها إنريكيه ومارتينيه في كلية التجارة بجامعة هارفاد بعنوان " التكنولوجيا الحيوية: خريطة مبدئية لتدفق المعلومات الحيوية" تدفق معلومات المادة الوراثية عالميا من وإلى أكبر ثلاث قواعد بيانات عامة جينية ألا وهي جين بانك GenBank ومختبر علم الأحياء الجزيئي الأوروبيمختبر علم الأحياء الجزيئي الأوروبي وبنك اليابان لبيانات الحمض النووي
وتم نشر نسخة معدلة من نفس الورقة البحثية في مجلة وايرد Wired عام 2003.

## الأصل والتعريفات
للاقتصاد البيولوجي تعريفات عديدة متنوعة. الاقتصاد البيولوجي هو تلك الأجزاء من الاقتصاد التي تستخدم الموارد البيولوجية المتجددة من البحر واليابسة – كالمحاصيل والغابات والأسماك والحيوانات والكائنات العضوية الدقيقة – لإنتاج الطعام والصحة والمواد والمنتجات والأنسجة والطاقة.
في 2010، عرف في تقرير «الاقتصاد البيولوجي ذو الأساس المعرفي في أوروبا: إنجازات وتحديات» لمؤلفيه ألبريشت وزملائه كما يلي: الاقتصاد البيولوجي هو الإنتاج المستدام والتحويل المستدام للكتلة الحيوية، لعدة منتجات غذائية وصحية ونسيجية وصناعية، وللطاقة، حيث الكتلة الحيوية المتجددة تشمل أي مادة بيولوجية تستخدم مادةً خام.
تعرف القمة العالمية الأولى للاقتصاد البيولوجي في برلين التي عقدت في نوفمبر 2015 الاقتصاد الحيوي بأنه «الإنتاج والاستخدام المبنيان على أساس معرفي للموارد البيولوجية، والعمليات والمبادئ البيولوجية لتوفير الخدمات والبضائع بشكل مستدام لكل القطاعات الاقتصادية». وفقًا للقمة، فإن الاقتصاد البيولوجي يتضمن ثلاثة عناصر: الكتلة الحيوية المتجددة، تمكين وتقريب التقنيات، والتكامل على امتداد التطبيقات التي تخص الإنتاج الأولي (أي كل الموارد الطبيعية الحية)، والصحة (أي الأدوية والأجهزة الطبية)، والصناعة (أي المواد الكيميائية والبلاستيك، والإنزيمات، ولب النباتات، والورق، والطاقة البيولوجية).
استخدم مصطلح «الاقتصاد التقني البيولوجي» من قبل جوان إنريكيز ورودريغو مارتينز في ندوة علم الجينوم في لقاء الجمعية الأمريكية لتقدم العلوم لعام 1997. نشرت مقتطفات لهذه الورقة في مجلة ساينس.
من الجوانب المهمة للاقتصاد البيولوجي فهم الآليات والعمليات على المستويات الوراثية والجزيئية والجينومية، وتطبيق هذا الفهم لصناعة عمليات صناعية أو تحسينها، وتطوير منتجات وخدمات جديدة، وإنتاج طاقة جديدة. يهدف الاقتصاد البيولوجي إلى تخفيض اعتمادنا على الموارد الطبيعية الأحفورية، ولمنع خسارة التنوع البيولوجي، ولخلق نمو اقتصادي جديد ووظائف تتفق مع مبادئ التنمية المستدامة.

## أهدافه
يؤدي النمو السكاني العالمي وفرط الاستهلاك للعديد من الموارد إلى زيادة الضغط البيئي والتغير المناخي. يواجه الاقتصاد البيولوجي هذه التحديات. ويهدف لضمان الأمن الغذائي والترويج لاستخدام الموارد الطبيعية المستدامة بشكل أكبر بالإضافة إلى تخفيض الاعتماد على الموارد غير المتجددة كالموارد الطبيعية الأحفورية والمعادن. يساعد الاقتصاد البيولوجي الاقتصاد إلى حد ما أيضًا لتخفيض انبعاثات غازات الدفيئة والمساعدة في تخفيف التغير المناخي والتكيف معه.

## التعديل الوراثي
تستخدم كائنات عضوية تتراوح من البكتيريا على الخميرة إلى نباتات لإنتاج المحفزات الإنزيمية. استخدمت بكتيريا معدلة وراثيًا لإنتاج الإنسولين، وصنع حمض الأرتيميسينين في خميرة مصممة. تنتج بعض أنواع البلاستيك البيولوجي (مبني على البولي هيدروكسيل بوتيرات أو البولي هيدروكسيل ألكانوتيس) من السكر باستخدام كائنات دقيقة (ميكروبات) معدلة وراثيًا.
تستخدم الكائنات العضوية المعدلة وراثيًا أيضًا لإنتاج الوقود الحيوي. الوقود الحيوي من أنواع الوقود المحايد كربونيًا.
تجري الأبحاث أيضًا باتجاه تثبيت CO2 باستخدام طريق استقلابي اصطناعي. عن طريق التعديل الوراثي لبكتيريا إي كولاي للسماح لها باستهلاك CO2 يمكن أن تشكل البكتيريا البنية التحتية للإنتاج المتجدد للغذاء والوقود الصديق للبيئة في المستقبل.
الإيديونية الكيسية من الكائنات العضوية التي تستطيع تفكيك بولي إيثيلين تيرفثالات (نوع من البلاستيك) لمواد أخرى وقد عدلت وراثيًا لتفكيك البولي إيثيلين تيرفثالات بشكل أسرع ولتفكيك البولي إيثيلين فورانوت. بمجرد أن تتحلل أنواع البلاستيك (التي تكون عادةً غير قابلة للتفكك الحيوي) ويعاد تدويرها لمواد أخرى (أي المادة الحيوية في حالة خنفساء الدقيق) يمكن استخدامها كغذاء لحيوانات أخرى.
تستخدم المحاصيل المعدلة وراثيًا أيضًا. يمكن لمحاصيل الطاقة المعدلة وراثيًا على سبيل المثال توفير بعض المزايا الإضافية كانخفاض التكاليف المصاحبة (أي التكاليف خلال عملية التصنيع) واستخدام أقل للماء. أحد الأمثلة هي الأشجار التي عدلت وراثيًا إما لاستخدام ليغنين أقل أو لتمثيل الليغنين بروابط غير مستقرة كيميائيًا.
ولكن مع المحاصيل المعدلة وراثيًا، ما يزال هناك بعض التحديات (عوائق للموافقات القانونية، وتبني السوق، والقبول العام).

## المجالات
وفقًا لاستراتيجية الاقتصاد البيولوجي للاتحاد الأوروبي المحدثة في عام 2018 فإن الاقتصاد البيولوجي يغطي كل القطاعات والأنظمة التي تعتمد على الموارد البيولوجية (الحيوانات، النباتات، الكائنات الدقيقة والكتلة الحيوية المشتقة منها، وتشمل النفايات العضوية)، ووظائفها ومبادئها. يغطي كل الإنتاج الأساسي والقطاعات الاقتصادية والصناعية التي ترتكز على استخدام الموارد الطبيعية وإنتاجها ومعالجتها من الزراعة والتحريج ومصايد الأسماك والبيئة المائية. منتجات الاقتصاد البيولوجي عادةً غذاء، ووقود ومنتجات أخرى ذات أساس حيوي، وطاقة حيوية، وخدمات مبنية على الموارد الطبيعية. يهدف الاقتصاد البيولوجي للدفع باتجاه الاستدامة والمداورة بالإضافة إلى حماية البيئة وتحسين التنوع الحيوي.
في بعض التعريفات، يتألف الاقتصاد البيولوجي أيضًا من خدمات النظام البيئي التي توفرها البيئة، بما فيها ربط ثنائي أكسيد الكربون وفرص التجديد. من الجوانب البارزة الأخرى للاقتصاد البيولوجي عدم هدر الموارد الطبيعية، بل استخدامها وإعادة تدويرها بشكل كفوء.
وفقًا لتقرير الاقتصاد البيولوجي 2016، فإن الاقتصاد البيولوجي يجمع بين قطاعات متنوعة للاقتصاد تنتج وتعالج وتعيد استخدام الموارد البيولوجية المتجددة (الزراعة، التحريج، مصايد الأسماك، الغذاء، المواد الكيميائية والمواد ذات الأساس الحيوي، الطاقة الحيوية).

### الزراعة
تركز الزراعة الخلوية على إنتاج المنتجات الزراعية من المستنبتات الخلوية باستخدام مزيج من التكنولوجيا الحيوية وهندسة الأنسجة والبيولوجيا الجزيئية والبيولوجيا التركيبية لإنشاء وتصميم طرق جديدة لإنتاج البروتينات والدهون والأنسجة التي كانت لتنتجها الزراعة التقليدية.  يركز معظم هذه الصناعة على المنتجات الحيوانية -مثل اللحوم والحليب والبيض- المنتجة من خلال استنبات الخلايا بدلًا من تربية الماشية المستزرعة وذبحها، ما يرافقه مشاكل عالمية بارزة كالآثار البيئية المدمرة (لإنتاج اللحوم مثلًا)، وصحة الحيوانات، والأمن الغذائي، والصحة البشرية. الزراعة الخلوية مجال من الاقتصاد ذي الأساس الأحيائي. أشهر مفاهيم الزراعة الخلوية اللحم المصنع.
ولكن ليست كل المنتجات الغذائية الاصطناعية من المنتجات الغذائية المصطنعة – مثلًا: في 2021 هناك أيضًا منتجات قهوة اصطناعية يقال إنها قريبة من الإتاحة بشكل تجاري. من مجالات الأبحاث والإنتاج المشابهة المبنية على زراعة الاقتصاد البيولوجي:
- مستنبتات الغذاء الميكروبية والإنتاج الميكروبي المهندس وراثيًا (مثلًا حرير العناكب أو مسحوق البروتين المبني على الطاقة الشمسية)
- التجميع الذاتي المتحكم له لبروتينات النباتات (مثلًا من بدائل بلاستيكية مصنوعة من بروتينات نباتية مشابهة لحرير العناكب)
- التركيب الاصطناعي الخالي من الخلايا (مثلًا للنشاء)
- الأطعمة الزائفة المنتجة حيويًا (كبدائل اللحم وبدائل الحليب)

قد لا يكون العديد من الأغذية المنتجة بأدوات وطرائق الاقتصاد البيولوجي هادفًا للاستهلاك البشري، بل للحيوانات غير البشر كالعلف الحيواني وطعام الحيوانات الأليفة الحشري أو العلف المستدام للمزارع المائية.
كذلك يمكن هندسة المحاصيل وراثيًا بطرق قد تزيد المحصول الزراعي بشكل آمن، أو تخفض الحاجة للمبيدات الحشرية، أو تسهل الإنتاج في الأماكن المغلقة.
من الأمثلة على المنتجات المقتصرة حصرًا على الاقتصاد البيولوجي المتوفرة بشكل واسع زيت الطحالب الذي يعد مكملًا غذائيًا يمكن أن يبدل مكملات زيت السمك.

### إدارة النفايات، وإعادة التدوير، والتعدين الحيوي
قد تشكل التطبيقات البيولوجية والبحث والتطوير في إدارة النفايات جزءًا من الاقتصاد البيولوجي. ترتبط إعادة التدوير ذات الأساس البيولوجي (النفايات الإلكترونية، إعادة تدوير البلاستيك، إلخ.) بإدارة النفايات والمعايير ذات الصلة ومتطلبات الإنتاج والمنتجات. من أنواع إعادة تدوير النفايات التعدين البيولوجي وقد يطبق التعدين البيولوجي في مجالات غير إعادة التدوير.
على سبيل المثال: في 2020، سجل التقنيون البيولوجيون التطوير المعدل وراثيًا والوصف الميكانيكي للإنزيمات التآزرية – البيتازات (إسترازات بولي إيثيلين التيرفثالات)، التي اكتشفت لأول مرة في 2016، وهيدرولاز وحيد هيدروكسي إيثيل حمض التيريفثاليك (إم إتش إي تي) الإيديونية الكيسية – لإزالة بلمرة أسرع لبلاستيك بولي إيثيلين التيرفثالات وبولي إيثيلين الفورانوت أيضًا، ما قد يكون مفيدًا أيضًا في إلغاء التلوث، وإعادة التدوير، وإعادة التدوير للأفضل لأنواع مختلفة من البلاستيك بالإضافة إلى طرق أخرى. قد تكون هكذا طرق أفضل للبيئة بالإضافة لكونها أكثر كفاءة من حيث التكلفة من إعادة تدوير بولي إيثيلين التيرفثالات بالطرق الميكانيكية والكيميائية، ما يسمح بحلول اقتصاد بيولوجي تدويرية للبلاستيك عن طريق أنظمة مبنية على انفعالات مصممة هندسيًا. يمكن أيضًا للكائنات العضوية الدقيقة أن توظف في تعدين عناصر مفيدة من صخور البازلت عن طريق التصفية الحيوية.

## وصلات خارجية
- الاقتصاد العالمي الجديد..أعلنوه ولم نأبه له ![وصلة مكسورة] دي برس.